# Григор'єв Іван Олександрович
Іван Олександрович Григор'єв (нар. 21 березня 1921, село Попівка Лиманського району, тепер смт Зарічне Донецької області — 15 травня 1993) — український радянський діяч, інженер, начальник комбінату «Ворошиловградвугілля», лауреат Ленінської премії (1964). Член ЦК КПУ в 1976—1986 роках.

## Біографія
Народився в родині робітника. У 1933 році разом із родиною переїхав у селище шахти «Гірська».
З 1941 року працював гірничим майстром шахти № 1—2 «Гірська» Ворошиловградської області.
У 1942—1945 роках — у Червоній армії. Учасник німецько-радянської війни. Воював на Південному, Сталінградському, 4-му Українському фронтах.
Член ВКП(б) з 1945 року.
У 1946 році закінчив курси техніків Лисичанського гірничого технікуму.
У 1946—1949 роках — на інженерній роботі в системі тресту «Первомайськвугілля» Ворошиловградської області: начальник дільниці, начальник шахти «Гідро-Іван». 
Освіта вища. У 1952 році закінчив Вищі інженерні курси при Донецькому індустріальному інституті.
У 1952—1954 роках — начальник шахти № 2 «Сєверна» тресту «Краснодонвугілля» Ворошиловградської області.
У 1954—1964 роках — керуючий вугільного тресту «Лисичанськвугілля» Луганської області.
У травні 1964 — листопаді 1965 року — начальник управління Луганського гірничого округу Держгіртехнагляду Української РСР.
У листопаді 1965—1983 роках — начальник комбінату, генеральний директор виробничого об'єднання «Ворошиловградвугілля» Ворошиловградської області.
З 1983 року — генеральний директор науково-виробничого об'єднання «Вуглемеханізація» Ворошиловградської області.

## Нагороди
- орден Леніна
- орден Жовтневої Революції
- орден Вітчизняної війни ІІ ст. (6.04.1985)
- три ордени Трудового Червоного Прапора
- медаль «За бойові заслуги»
- медалі
- лауреат Ленінської премії (1964)